# مسجد مقبره
مسجد مقبره مربوط به دوره صفوی است و در تبریز، خیابان امام، بازارکفاشان واقع شده و این اثر در تاریخ ۱۰ مهر ۱۳۸۰ با شمارهٔ ثبت ۴۱۹۵ به‌عنوان یکی از آثار ملی ایران به ثبت رسیده است.